# Tor Tre Teste
Tor Tre Teste (en français : « Tour trois têtes ») est un quartier de Rome en Italie, situé en dehors des murs de la ville dans le Municipio VII, le long de Via Praenaestina. Il a une population de 12 176.

## Histoire
La région faisait partie de la Campagne romaine jusqu'au milieu du XXe siècle. Tre Teste (trois têtes) a été nommé ainsi d'après un bas-relief funéraire romain trouvé muré dans une tour construite au XIIe siècle de la Basilique Saint-Jean-de-Latran.
Cette partie de la campagne romaine a été construite dans la seconde moitié du XXe siècle.  Des vestiges archéologiques romains ont été détruits au cours du processus. Le quartier moderne est une banlieue, un mélange indéfinissable de lotissements et de zones industrielles.

## Lieux remarquables
- Église du Jubilé ou Chiesa di Dio Padre Misericordioso de Richard Meier, construite en 2003 pour le Grand Jubilé de l'Église Catholique Romaine.
- Ruines de la tour médiévale  près de la Via Praenestina.

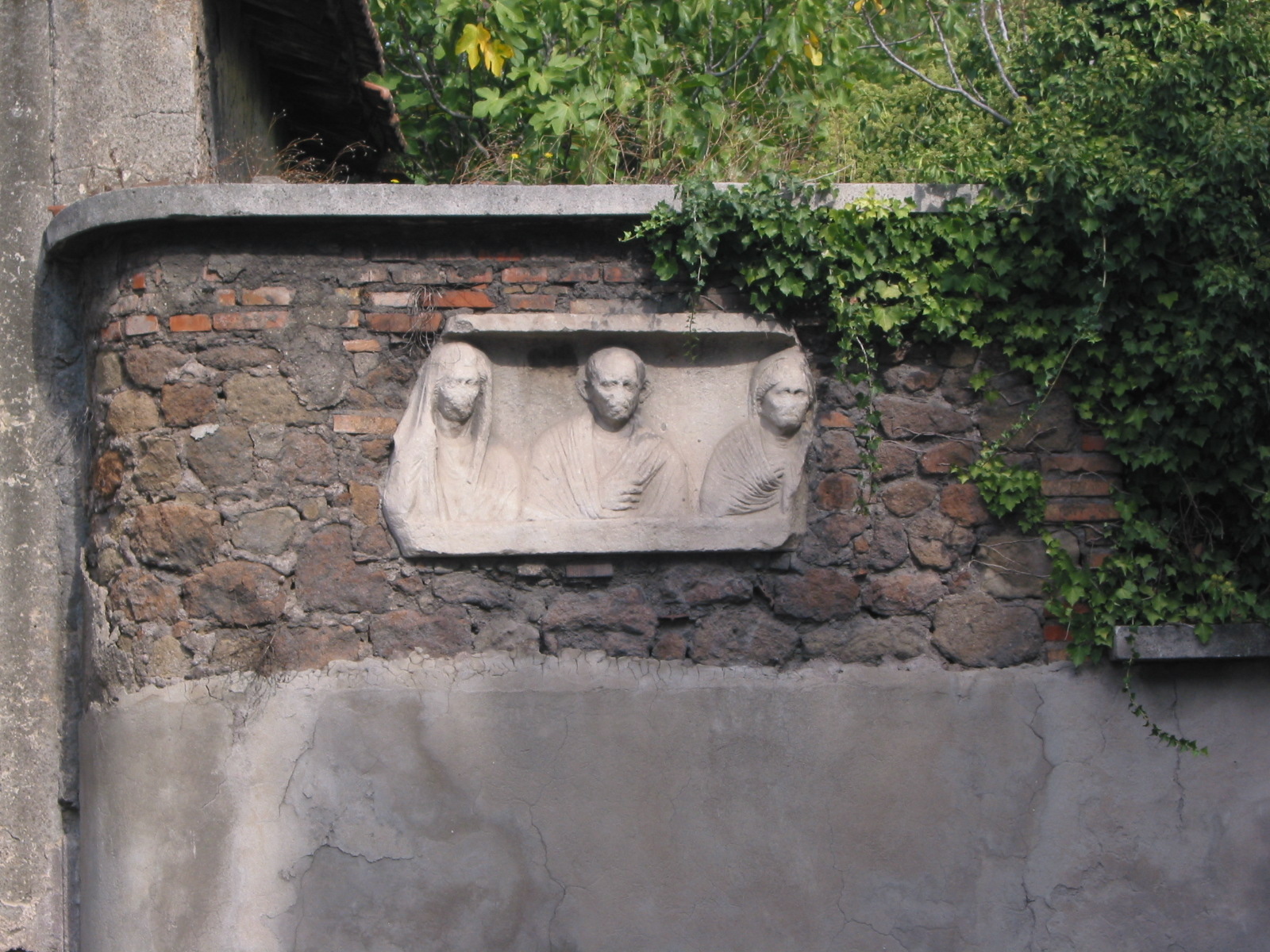
Bas-relief en travertin  des trois têtes
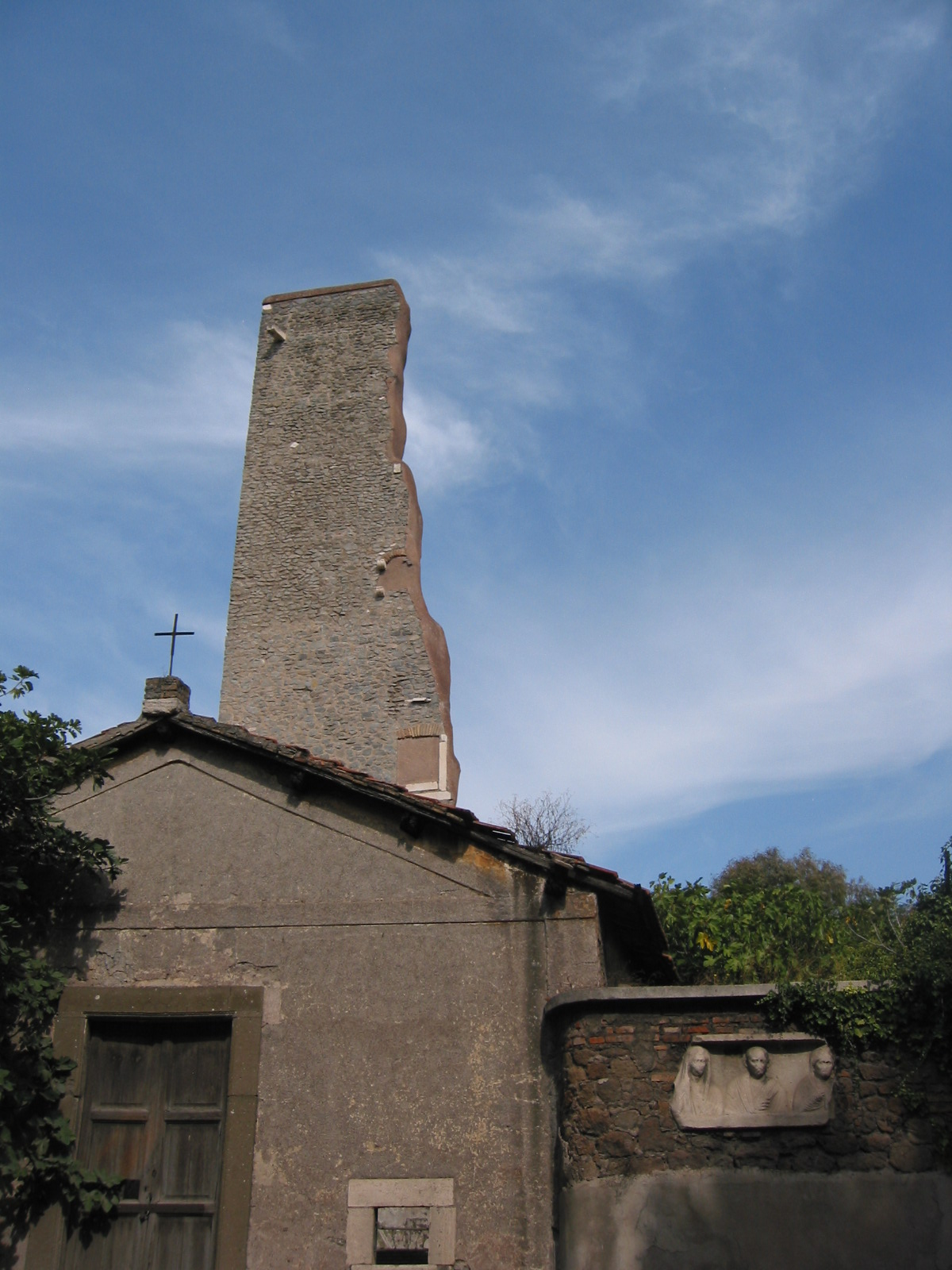
Église, Trois têtes et la tour médiévale